# علي أكبر (كاتب)
علي أكبر (بالأذرية: Əli Əkbər)‏ هو صحفي وكاتب أذربيجاني، ولد في 28 يناير 1978 في باكو في أذربيجان.